# Vlaka (Slivno)
Vlaka is een plaats in de gemeente Slivno in de Kroatische provincie Dubrovnik-Neretva. De plaats telt 302 inwoners (2001).